# Royal Commission
Eine Royal Commission (wörtlich: Königliche Kommission) ist im Verfassungsrecht von Großbritannien sowie anderen Commonwealth-Monarchien mit politischem System nach britischem Vorbild eine für einen bestimmten Zweck eingesetzte Expertenkommission.

## Einsetzung
Royal Commissions werden formal vom britischen Monarchen (bzw. in den übrigen Commonwealth-Monarchien vom dortigen Generalgouverneur oder Lieutenant governor als Vertreter des Monarchen) ernannt. Da im Zuge des britischen Konstitutionalismus der Monarch aber stets auf Ratschlag der jeweiligen Regierung, in wichtigen Fragen des Premierministers, handelt, liegt die Ernennung einer solchen Kommission in der Praxis in der Hand der Regierung. Bei der Einrichtung der Kommission werden zugleich ihre Mitglieder ernannt und das Mandat, das sie zu untersuchen hat, definiert („terms of reference“). In der Regel wird dieses Mandat durch Veröffentlichung eines Abschlussberichts mit Empfehlungen erfüllt.

## Zusammensetzung
Im Gegensatz etwa zu parlamentarischen Untersuchungsausschüssen im deutschen System gehören einer Royal Commission nicht zwangsläufig nur Parlamentarier an; oftmals werden auch externe Experten, etwa aus der Wissenschaft, in eine solche Kommission ernannt. Auch werden Royal Commissions nicht nur zur Ermittlung und Aufarbeitung von Skandalen oder Fehlentwicklungen eingesetzt, sondern oft zur Untersuchung eines aktuellen politischen Themas sowie zur Entwicklung von Empfehlungen für Maßnahmen von staatlicher Seite. Beispielsweise ging die Verwaltungsreform von 1963, durch die Greater London geschaffen wurde, auf Empfehlungen einer Royal Commission zurück, die von 1957 bis 1960 unter Vorsitz von Edwin Herbert tagte.

## Praktische Bedeutung
Besondere praktische Bedeutung haben Royal Commissions in Australien, wo zumeist mehrere parallel bestehen und arbeiten. In Großbritannien selbst existierten zwischen 1830 und 2000 über 500 Royal Commissions, davon allein 388 in den siebzig Jahren zwischen 1830 und 1900; die bislang letzte wurde 1999 zur Vorbereitung der Reform des House of Lords unter Vorsitz von John Wakeham eingesetzt. Die Reform des Oberhauses durch den House of Lords Act 1999 setzte allerdings nur wenige der Empfehlungen dieser Kommission um. Einige Kommissionen arbeiten über sehr lange Zeiträume, beispielsweise existierte die Royal Commission on Environmental Pollution von 1970 bis 2011 und publizierte in dieser Zeit 29 umfangreiche Berichte, die in die britische Umweltpolitik einflossen.
Hinsichtlich der tatsächlichen Nützlichkeit der Kommissionen gehen die Meinungen auseinander; nach einem Harold Wilson (der selbst als Premierminister zehn Königliche Kommissionen einsetzte) zugeschriebenen Wortspiel stellten sie sich als Zeitverschwendung dar.